# Hemerobius colombianus
Hemerobius colombianus är en insektsart som beskrevs av Krüger 1922. Hemerobius colombianus ingår i släktet Hemerobius och familjen florsländor. Inga underarter finns listade i Catalogue of Life.